# توماس میدگلی جونیور
توماس میدجلی جونیور (انگلیسی: Thomas Midgley, Jr.; ۱۹ مهٔ ۱۸۸۹ – ۲ نوامبر ۱۹۴۴) یک شیمی‌دان و مهندس اهل ایالات متحده آمریکا بود که نقشی کلیدی در اختراع و توسعه تترااتیل‌سرب، بنزین دارای سرب و کلروفلوئوروکربن داشت.

## کودکی و جوانی
میدجلی در بیور فالز پنسیلوانیا در خانواده ای با سابقه اختراع به دنیا آمد. پدرش، توماس میگلی پدر، مخترعی سرشناس در زمینه لاستیک خودرو بود. پدربزرگ مادری او جیمز امرسون بود که «اره دندان درج شده» را اختراع کرد. مادر او هتی میدگلی بود. او در کلمبوس، اوهایو بزرگ شد و در سال ۱۹۱۱ از دانشگاه کرنل با مدرک مهندسی مکانیک فارغ‌التحصیل شد.[۲][۵] در ۳ اوت ۱۹۱۱، میدگلی با کری ام. رینولدز از دلاور، اوهایو ازدواج کرد.

## حرفه
بنزین با سرب
در سال  ۱۹۱۶، میدجلی شروع به کار در شرکت جنرال موتورز کرد. در دسامبر ۱۹۲۱، در حین کار تحت نظر چارلز کترینگ در آزمایشگاه‌های تحقیقاتی دیتون، یک شعبه از جنرال موتورز، او کشف کرد (بعد از دور انداختن تلوریم به دلیل بوی دشوار) که افزودن تتراتیل سرب به بنزین جلوگیری از ضربه زدن در موتورهای احتراق داخلی را ممکن می‌سازد. شرکت (TEL) بنزین از ضربه زدن به موتورهای احتراق داخلی جلوگیری کرد. این شرکت این ماده را "اتیل" نامگذاری کرد و از اشاره به سرب در گزارش ها و تبلیغات اجتناب کرد. شرکت های نفتی و تولید کنندگان خودرو (به ویژه جنرال موتورز، که صاحب حق ثبت اختراع مشترک توسط کترینگ و Midgley بود) افزودنی TEL را به عنوان یک جایگزین ارزان قیمت برتر از اتانول یا سوخت های مخلوط اتانول، که در ان انها می توانند سود بسیار کمی کسب کنند. در دسامبر ۱۹۲۲، انجمن شیمی امریکا مدال نیکولز ۱۹۲۳ را برای استفاده از ترکیبات ضد ضربه در سوختهای موتوری به میجلی اهدا کرد. این اولین جایزه از چندین جایزه بزرگ بود که او در طول حرفه خود به دست اورد.

## درگذشت
میدجلی در سن ۵۱ سالگی به فلج اطفال مبتلا شد که او را کاملاً ناتوان ساخت. او سیستم دقیقی از قرقره‌ها و نخ‌ها ساخت که تا بتواند بدون نیاز به دیگران از روی تخت بلند شود. او در سن ۵۳ سالگی در این وسیله خود گیر کرد و به علت خفگی ناشی از گیر افتادن در میان نخ‌ها جان باخت.

## میراث
امروزه، میدجلی را به خاطر اثرات فاجعه بار افزونه تترااتیل‌سرب به گازوئیل و نیز کلروفلوئوروکربن (سی‌اف‌سی‌ها) می‌شناسند. مورخ محیط زیست جی. آر. مک نیل معتقد است که میدجلی «بیش از هر موجود زنده دیگری در تاریخ زمین تأثیر نامطلوب بر اتمسفر زمین داشته‌ است»، و بیل برایسون اظهار داشت که میدلی «غریزه ای برای انجام کارهای تاسف آور دارد که تقریباً عجیب و غیرطبیعی بود». فرد پیرس، که برای نیوساینتیست می‌نویسد، میدجلی را یک «فاجعه زیست‌محیطی یک‌نفره» توصیف کرد.

## جوایز
وی همچنین برنده جوایزی همچون نشان پریستلی شده‌است.